# 多功綱継
多功 綱継（たこう つなつぐ）とは、戦国時代の武将。下野国の大名、宇都宮氏の家臣。宇都宮氏庶流の多功氏。父は多功房朝。兄に多功秀朝。子に多功綱朝（綱賀）、多功綱秀。
宇都宮氏の重臣で、主に南関東の大半を有する大大名・後北条氏との合戦で活躍し、宇都宮氏の勝利を貢献した猛将。その武勇は宇都宮家中随一といわれた。
天正12年（1584年）4月、後北条氏が佐野方面へ攻め込んだ際には、宇都宮勢の先陣として出陣し活躍。110日にも及ぶ対陣となったが、勝敗決まらず後北条勢は撤退した（沼尻・岩船山の合戦）。また、家臣の石崎通長は一番首を挙げたので、宇都宮氏と同盟を結んでいる佐竹氏の佐竹義久から感状を拝領した。合戦自体は引き分けだったが、戦後は後北条氏の優勢となった。
天正13年（1585年）12月、後北条氏が今度は宇都宮城へと侵攻し、民家や寺院などに火を放った。多功城にも北条勢が攻めてきたが、宇都宮勢や綱継は徹底抗戦し、これを退けた。後北条氏は宇都宮城を攻略できずに退くことになった。
天正17年（1589年）9月に、後北条氏が再び宇都宮城を攻略するために侵攻してきた。綱継は多功城に攻めてきた北条氏邦と戦い、これを撃退している。その翌年の天正18年（1590年）には、後北条氏との和睦の使者として赴いた。
宇都宮氏は小田原征伐後、西方領を除くすべての本領が安堵された。その陰の功績者は清党の芳賀高武や多功氏の多功綱継であった。
文禄の役にも出陣した。